# 莱昂纳多·纳瓦罗
莱昂纳多·纳瓦罗（西班牙語：Leonardo Navarro，1915年—2000年），墨西哥男子足球运动员，司职前锋。他曾代表墨西哥国家队参加1950年国际足联世界杯，结果队伍止步小组赛阶段。